# Tempestade tropical Ana (2015)
A tempestade tropical Ana foi o primeiro ciclone tropical registado a atingir a costa dos Estados Unidos em um determinado ano. Um sistema de pré-temporada relativamente raro, Ana foi a primeira tempestade tropical da temporada de furacões de 2015 no Atlântico. Ele se desenvolveu como um ciclone subtropical de uma baixa não tropical ao norte das Bahamas e se intensificou para atingir o pico de ventos de 97 km/h antes da transição para um ciclone totalmente tropical no início de 9 de maio. Na manhã seguinte, sustentada em parte pelas águas quentes da Corrente do Golfo, Ana fez landfall ao longo da costa nordeste da Carolina do Sul, tornando-se o primeiro sistema já registado de chegada a terra dos Estados Unidos. No geral, os danos da tempestade foram pequenos. Fortes chuvas e ventos afetaram partes das Carolinas, e algumas praias vulneráveis sofreram inundações costeiras e vários metros de erosão. Ventos fortes danificaram árvores e linhas de transmissão, causando quedas de energia esporádicas, e um tornado fraco foi relatado em associação com Ana. Na Carolina do Norte, duas mortes - uma direta e outra indireta - foram atribuídas à tempestade.

## História meteorológica
Em 2015 na primeira semana de maio, uma forte frente fria tornou-se estacionária ao norte das Grandes Antilhas, onde as águas quentes do oceano dissiparam o gradiente de temperatura na frente. Em 5 de maio a seção oeste da frente foi levada para oeste como uma depressão superficial de baixa pressão. Chegando às Bahamas, a depressão foi acompanhada por uma série de chuvas e tempestades que se estendeu do noroeste do Mar do Caribe ao sul da Flórida. Uma depressão acentuada de nível médio a superior interagiu com o sistema e facilitou a ciclogênese gradual e, no início de 6 de maio, um centro distinto e não tropical de baixa pressão se desenvolveu no sudeste da Flórida.  Seguindo lentamente em direção ao norte ao longo dos próximos dois dias, o sistema mostrou sinais de organização aumentada, e uma aeronave Hurricane Hunter encontrou ventos com força de tempestade tropical ao norte e oeste do centro em 7 de maio. Com o desenvolvimento da convecção profunda, o sistema foi classificado como Tempestade subtropical Ana às 00:00 UTC de 8 de maio, estando situado a cerca de 170 milhas (270 km) ao sul-sudeste de Myrtle Beach, South Carolina. Devido ao seu envolvimento com o vale superior, bem como seu grande campo de vento, o sistema foi considerado subtropical, em oposição a totalmente tropical.
A tempestade recém-designada flutuou em direção ao noroeste, presa em um padrão de bloqueio no ar que produzia correntes de direção fracas. O ar seco dentro de sua circulação inicialmente manteve Ana fraca, com pouca atividade de trovoada. No entanto, as águas quentes da corrente do Golfo, juntamente com a instabilidade atmosférica resultante das temperaturas frias no ar, permitiram a formação de faixas curvas perto do núcleo da tempestade. Ao mesmo tempo, o campo eólico se contraía, indicando uma transição iminente para uma tempestade totalmente tropical. No final de 8 de maio, Ana atingiu o seu pico de intensidade com ventos máximos sustentados de 60 milhas por hora (97 km/h) e uma pressão central mínima de 998 mbar. Na manhã seguinte, a maior parte da convecção na periferia da tempestade se dissipou; com tempestades persistentes perto do centro e vazão anticiclônica favorável, Ana tornou-se uma tempestade tropical por volta de 130 milhas (210 km) ao sudeste de Myrtle Beach.

Loop do satélite infravermelho de Ana movendo-se para terra em 10 de maio

Ar seco e vento de noroeste atormentaram o sistema, mantendo as tempestades mais fortes confinadas ao lado leste da circulação. Apesar de uma apresentação melhorada em imagens de satélite e radar em 9 de maio, a velocidade do vento permaneceu quase a mesma. Naquela noite, a tempestade acelerou ligeiramente em direção ao norte-noroeste e enfraqueceu gradualmente à medida que se aproximava da terra. Diminuída pelas águas mais frias da plataforma continental, Ana fez landfall ao longo da costa da Carolina do Sul, perto de North Myrtle Beach, por volta das 10:00 UTC de 10 de maio.  Por terra, a tempestade se voltou para o norte, antes de uma depressão que se aproximava. Enfraqueceu para uma depressão tropical na tarde de 10 de maio. O sistema manteve bandas de chuva bem definidas ao se curvar para nordeste, passando pelo leste da Carolina do Norte e pelo sudeste da Virgínia na noite de 11 de maio. Depois de degenerar em uma baixa remanescente por volta das 00:00 UTC de 12 de maio, o sistema emergiu na costa da Península de Delmarva de volta ao Atlântico ocidental.  Acelerando para nordeste, a baixa passou ao sul da Nova Inglaterra e se fundiu com um sistema frontal próximo à Nova Escócia no final de maio.

## Impacto e registos
Ana foi o primeiro ciclone subtropical ou tropical do Atlântico desde a tempestade tropical Ana de 2003, que se formou em 20 de abril. Foi também o primeiro ciclone tropical registado a atingir a costa dos Estados Unidos. Acredita-se que uma tempestade em 1952 tenha atingido a costa como um sistema tropical muito antes, em 3 de fevereiro, mas esforços recentes de reanálise revelaram que a tempestade não era totalmente tropical até depois de passar a Flórida.

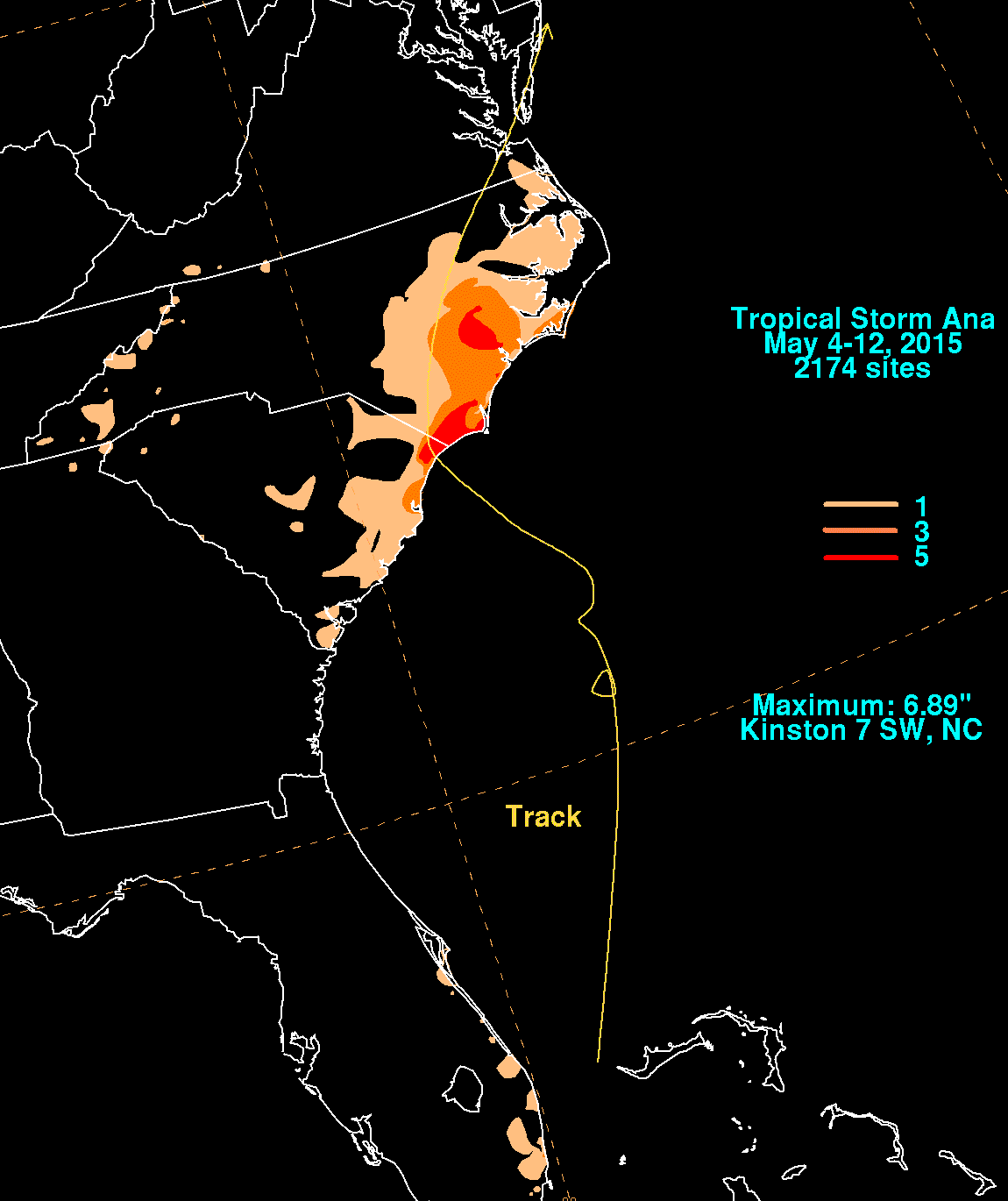
Mapa de totais de precipitação associados a Ana em todo o leste dos Estados Unidos

Em 8 de maio, imediatamente após a formação da tempestade, foi emitido um alerta de tempestade tropical para locais do litoral entre Edisto Beach, na Carolina do Sul, e Cape Lookout, na Carolina do Norte. No início de 8 de maio, o alerta foi atualizado para um aviso de tempestade tropical entre a foz do rio South Santee, na Carolina do Sul, e Surf City, na Carolina do Norte. O restante do alerta ao norte de Surf City foi atualizado para um aviso logo em seguida. Todos os avisos de ciclones tropicais foram interrompidos logo depois que Ana atingiu o continente.
Ana produziu uma pequena maré de tempestade ao longo da costa do nordeste da Flórida, Geórgia e Carolinas, com pico próximo a 2,5 pés (0,76 m) ao sul de Myrtle Beach, South Carolina. A onda e as marés acima do normal produziram pequenas inundações costeiras, bem como 2 a 4 pés (0,61 a 1,2 m) de erosão da praia. A tempestade deixou a estrada destruída em North Myrtle Beach, e piorou um problema de erosão de longo prazo ao longo de Cherry Grove Beach. Volumes de areia em movimento em Surf City expuseram a estrutura da escuna naufragada William H. Sumner, que ancorou em 1919 e é ocasionalmente visível ao longo da praia. Em 7 de maio, as ondas intensas no porto de Charleston encalharam um veleiro, forçando a Guarda Costeira a resgatar os dois ocupantes do barco atingido. As correntes fortes da tempestade puxaram um nadador para baixo da água por mais de dez minutos na Ilha Oak ; o homem morreu devido aos ferimentos no dia seguinte.
Ao chegar a terra, Ana produziu fortes ventos e chuvas moderadas a fortes em partes das Carolinas. O padrão de convecção desequilibrado da tempestade rendeu totais de chuva muito maiores ao norte do seu caminho do que ao sul, como um geral 3 a 6 polegadas (76 a 150 mm) caiu sobre o leste da Carolina do Norte e o extremo nordeste da Carolina do Sul. A precipitação atingiu um pico de 6,89 polegadas (175 mm) perto de Kinston, enquanto North Myrtle Beach registou 5,88 polegadas (149 mm) de chuva. Um lago em North Myrtle Beach subiu acima das suas margens para inundar casas e ruas locais. Inundações de água doce mais extensas ocorreram no condado de Lenoir, Carolina do Norte, onde o dilatado Southwest Creek inundou os seus arredores até 5 pés (1,5 m) profundo. O corpo de bombeiros local resgatou vários indivíduos presos de barco quando as enchentes isolaram cerca de 10 residências. Apesar dos casos esporádicos de inundações, as chuvas foram consideradas benéficas, tendo chegado durante um período tipicamente seco do ano.
Ana também causou danos à colheita e forçou os produtores comerciais a atrasar as datas de plantio. Ventos com rajadas de até 60 milhas por hora (97 km/h) nas áreas costeiras das Carolinas e nos anemômetros offshore. Perto de Richlands, na Carolina do Norte, rajadas de vento derrubaram uma árvore em uma estrada, causando um acidente de trânsito que deixou um homem morto. Outra árvore na mesma área caiu no telhado de uma casa móvel, e várias estruturas frágeis sofreram danos causados pelo vento. Danos aos fios elétricos provocaram quedas de energia espalhadas na Carolina do Norte. Uma tromba d'água se desenvolveu no estreito de Croatan em uma das faixas externas da tempestade, tornando-se um tornado ao passar pela Ilha de Roanoke. O tornado, classificado como EF0 na escala Enhanced Fujita, derrubou algumas árvores pequenas e danificou o telhado de uma casa.